# Darfur Occidentale
Il Darfur occidentale (in arabo غرب دارفور‎?, Gharb Dārfūr) è uno dei quindici Wilayat, o Stati del Sudan. È uno dei 3 Stati che compongono la regione del Darfur.
Ha una superficie di 79.460 km quadrati e la sua popolazione è di circa 1.007.000 persone (stima del 2006). Confina ad ovest con le regioni di Wadi Fira e di Ouaddaï del Ciad.
La sua capitale è Geneina. Il Conflitto del Darfur si è svolto per la maggior parte in questa zona.